# Inō Tadataka
Inō Tadataka (伊能 忠敬?, Tadataka Inō; 1745 – 1818) è stato un cartografo giapponese, noto per aver creato una mappa dell'intero Giappone con metodologia scientifica e innovativa per l'epoca.